# 松田康博
松田 康博（まつだ やすひろ、1965年11月 - ）は、日本の政治学者。博士（法学）（慶應義塾大学・論文博士・2003年）。東京大学教授。専攻はアジア政治外交史、東アジア国際政治研究、中国および台湾の政治・対外関係・安全保障、中台関係論、日本の外交・安全保障政策。

## 経歴
1965年、北海道生まれ。1988年麗澤大学外国語学部中国語学科卒。1990年東京外国語大学大学院地域研究研究科修了。1994～1996年在香港日本国総領事館専門調査員。1997年慶應義塾大学大学院法学研究科博士課程単位取得満期退学。2003年博士（法学）の学位を取得。1992～2008年防衛庁（省）防衛研究所で助手・主任研究官。
2008年より東京大学東洋文化研究所准教授を経て同教授（2011年）、2012年より2015年3月まで情報学環教授（東洋文化研究所教授を兼務）、2015年4月より2021年3月まで東洋文化研究所教授。2021年4月より情報学環教授（東洋文化研究所教授を兼務）。

## 略歴

### 学歴
- 1988年	麗澤大学外国語学部中国語学科卒業
- 1990年	東京外国語大学大学院地域研究研究科修士課程修了
- 1997年	慶應義塾大学大学院法学研究科政治学専攻博士課程単位取得退学
- 2003年	博士（法学）（慶應義塾大学）の学位を取得

### 研究歴
- 1992年	防衛庁防衛研究所　助手
- 1994年	在香港日本国総領事館　専門調査員
- 1999年	防衛庁防衛研究所　主任研究官
- 2007年	防衛省防衛研究所　主任研究官
- 2008年	東京大学東洋文化研究所　准教授
- 2011年 東京大学東洋文化研究所　教授（12月より）
- 2012年 東京大学大学院情報学環　教授（東洋文化研究所教授を兼務）
- 2015年 東京大学東洋文化研究所　教授
- 2021年 東京大学大学院情報学環　教授（東洋文化研究所教授を兼務）

### 受賞歴
- 2007年、『台湾における一党独裁体制の成立』で日本貿易振興機構（ジェトロ）アジア経済研究所2007年度「発展途上国研究奨励賞」、樫山奨学財団第2回「樫山純三賞」を受賞[2][3]。
- 2011年、第7回「中曽根康弘賞優秀賞」受賞[4]。

## 著作
東京大学東洋文化研究所 松田康博研究室による。

### 単著
- 『台湾における一党独裁体制の成立』（慶應義塾大学出版会、2006年）（中国語訳：松田康博著，黄偉修譯，『台灣一黨獨裁體制的建立』［台北：政大出版社，2019年11月］）。

### 共著
- （川島真・清水麗・楊永明）『日台関係史――1945-2008』（東京大学出版会、2009年）
- （川島真・清水麗・楊永明）『日台関係史――1945-2020　増補版』（東京大学出版会、2020年）（中国語訳：川島真、清水麗、楊永明、松田康博著，高村繁、黃偉修譯，黃偉修監譯，『台日關係史（1945-2020）』［台北：國立台灣大學出版中心，2021年3月］）。

### 編著
- 『NSC　国家安全保障会議――主要国の危機管理・安保政策統合メカニズム』（彩流社、2009年）

### 共編著
- Domestic Determinants and Security Policy-Making in East Asia (The National Institute for Defense Studies and Asia-Pacific Center for Security Studies, Honolulu, 2002), edited with Satu P. Limaye
- （家近亮子・唐亮）『5分野から読み解く現代中国――歴史・政治・経済・社会・外交』（晃洋書房、2005年／改訂版、2009年）
- （家近亮子・段瑞聡）『岐路に立つ日中関係――過去との対話・未来への模索』（晃洋書房、2007年／改訂版、2012年）
- （清水麗）『現代台湾の政治経済と中台関係』（晃洋書房、2018年3月）

### 翻訳
- エズラ・ヴォーゲル・中嶋嶺雄監訳『中国の実験――改革下の広東』（日本経済新聞社、1991年6月）、第13章
- 呉乃徳「台湾における権威主義的政治体制の強化」、大橋英夫・劉進慶・若林正丈編『激動の中の台湾――その変容と転成』（田畑書店、1992年）
- 陳明通・若林正丈監訳『台湾現代政治と派閥主義』（東洋経済新報社、1998年）、序章第1節、第2章、第3章第2節、第3節